# Nicktistel
Nicktistel (Carduus nutans) är en växtart i familjen korgblommiga växter. 